# Рейвілл (Луїзіана)
Рейвілл (англ. Rayville) — місто (англ. town) в США, в окрузі Ричленд штату Луїзіана. Населення — 3347 осіб (2020).

## Географія
Рейвілл розташований за координатами 32°28′16″ пн. ш. 91°45′27″ зх. д. / 32.47111° пн. ш. 91.75750° зх. д. (32.470982, -91.757449).  За даними Бюро перепису населення США в 2010 році місто мало площу 6,06 км², з яких 5,98 км² — суходіл та 0,08 км² — водойми.

## Демографія
Згідно з переписом 2010 року, у місті мешкало 3695 осіб у 1408 домогосподарствах у складі 899 родин. Густота населення становила 610 осіб/км².  Було 1555 помешкань (257/км²).
Расовий склад населення:
| - 69,3 % — чорних або афроамериканців - 28,5 % — білих - 0,4 % — корінних американців - 0,4 % — азіатів |

До двох чи більше рас належало 1,1 %. Частка іспаномовних становила 1,5 % від усіх жителів.
За віковим діапазоном населення розподілялося таким чином: 28,1 % — особи молодші 18 років, 56,2 % — особи у віці 18—64 років, 15,7 % — особи у віці 65 років та старші. Медіана віку мешканця становила 34,3 року. На 100 осіб жіночої статі у місті припадало 78,4 чоловіків;  на 100 жінок у віці від 18 років та старших — 70,3 чоловіків також старших 18 років.
Середній дохід на одне домашнє господарство  становив 33 913 долари США (медіана — 24 946), а середній дохід на одну сім'ю — 36 273 долари (медіана — 29 050). Медіана доходів становила 27 609 доларів для чоловіків та 16 991 долар для жінок. За межею бідності перебувало 35,5 % осіб, у тому числі 48,7 % дітей у віці до 18 років та 19,4 % осіб у віці 65 років та старших.
Цивільне працевлаштоване населення становило 1419 осіб. Основні галузі зайнятості: освіта, охорона здоров'я та соціальна допомога — 30,9 %, мистецтво, розваги та відпочинок — 19,5 %, роздрібна торгівля — 12,1 %, фінанси, страхування та нерухомість — 7,3 %.